# Smiley, Texas
Smiley là một thành phố thuộc quận Gonzales, tiểu bang Texas, Hoa Kỳ. Năm 2010, dân số của xã này là 549 người.

## Dân số
- Dân số năm 2000: 453 người.
- Dân số năm 2010: 549 người.